# Liste der Werke Edgar Allan Poes
Die Liste der Werke Edgar Allan Poes beinhaltet die Werke des Schriftstellers Edgar Allan Poe. Eine Auswahl von Adaptionen dieser Werke findet sich auf der Liste von Adaptionen der Werke Edgar Allan Poes.

## Gedichte
Poe selbst veröffentlichte insgesamt vier Gedichtbände:
- 1827: Tamerlane and Other Poems
- 1829: Al Aaraaf, Tamerlane and Minor Poems
- 1831: Poems
- 1845: The Raven and Other Poems

Die folgende Liste berücksichtigt neben den Gedichten dieser Werke auch alle in der Mabbott-Ausgabe aufgeführten Gedichte und Verse. Von Vielen existieren aufgrund der ständigen Bearbeitung durch Poe und der häufigen Wiederveröffentlichung verschiedene, leicht unterschiedliche Versionen.
| Jahr (a)       | Originaltitel                 | Titel (Propyläen-Übersetzung) |
| -------------- | ----------------------------- | ----------------------------- |
| 1824/1926      | Poetry                        |                               |
| 1825?/1868     | Oh, Tempora! Oh, Mores!       |                               |
| 1827–1829/1941 | To Margaret                   |                               |
| 1827           | Tamerlane                     | Tamerlan                      |
| 1827           | Song                          | Lied                          |
| 1827           | Dreams                        | Träume                        |
| 1827           | Spirits of the Dead           | Geister der Toten             |
| 1827           | Evening Star                  | Abendstern                    |
| 1827           | Imitation                     | Imitation                     |
| 1827           | Stanzas                       |                               |
| 1827           | A Dream                       | Ein Traum                     |
| 1827           | The Happiest Day              | Der glücklichste Tag          |
| 1827           | The Lake                      | Der See. An —                 |
| 1829           | Sonnet — To Science           | An die Wissenschaft           |
| 1829           | Al Aaraaf                     | Al Aaraaf                     |
| 1829           | Romance                       | Romanze                       |
| 1829           | To — —                        | An —                          |
| 1829           | To —                          | An —                          |
| 1829           | To The River —                | An den Fluss                  |
| 1829           | To M—                         |                               |
| 1829           | Fairy-Land                    | Feenland                      |
| 1829/1875      | Alone                         | Allein                        |
| 1829/1941      | To Isaac Lea                  |                               |
| 1829/1911      | Elizabeth                     |                               |
| 1829/1911      | An Acrostic                   |                               |
| 1830–1831/1843 | Lines on Joe Locke            |                               |
| 1831           | To Helen                      | An Helene                     |
| 1831           | Israfel                       | Israfel                       |
| 1831           | The Sleeper                   | Die Schlafende                |
| 1831           | The Valley of Unrest          | Das Tal der Unrast            |
| 1831           | The City in the Sea           | Die Stadt im Meer             |
| 1831           | A Paean                       | Gebet                         |
| 1833/1834      | To One in Paradise            | An Eine im Paradies           |
| 1833/1835      | Hymn                          |                               |
| 1833/1836      | Latin Hymn                    |                               |
| 1833/1836      | Song of Triumph               |                               |
| 1833           | Enigma                        |                               |
| 1833           | Serenade                      |                               |
| 1833           | To —                          |                               |
| 1833           | Fanny                         |                               |
| 1833           | The Coliseum                  | Das Kolosseum                 |
| 1833/1835      | To Frances S. Osgood          | An Frances S. Osgood          |
| 1835           | To F—                         | An F —                        |
| 1836           | Parody on Drake               |                               |
| 1836/1917      | May Queen Ode                 |                               |
| 1836/1911      | Spiritual Song                |                               |
| 1837           | Bridal Ballad                 | Brautballade                  |
| 1837           | To Zante                      | An Zante                      |
| 1839           | The Haunted Palace            | Das Geisterschloss            |
| 1839/1840      | Sonnet – Silence              | Schweigen                     |
| 1843           | The Conqueror Worm            | Eroberer Wurm                 |
| 1843           | Lenore                        | Lenore                        |
| 1844/1899      | Fragment of a Campaign Song   |                               |
| 1844           | Dream-Land                    | Traumland                     |
| 1844/1845      | Eulalie                       | Eulalie                       |
| 1845           | The Raven                     | Der Rabe                      |
| 1845           | Lines after Elizabeth Barrett |                               |
| 1845           | Impromptu. To Kate Carol      |                               |
| 1845           | To —                          |                               |
| 1845           | The Divine Right of Kings     |                               |
| 1845           | Stanzas                       |                               |
| 1846           | A Valentine                   |                               |
| 1847           | To Miss Louise Olivia Hunter  |                               |
| 1847/1914      | Deep in Earth                 |                               |
| 1847           | To M. L. S.                   | An M. L. S.                   |
| 1847/1909      | The Beloved Physician         |                               |
| 1847           | To Marie Louise               | An Marie Louise Shew          |
| 1847           | Ulalume – A Ballad            | Ulalume                       |
| 1847/1848      | An Enigma                     |                               |
| 1849           | The Bells                     | Die Glocken                   |
| 1848/1849      | To Helen                      |                               |
| 1848/1939      | Lines on Ale                  |                               |
| 1849           | A Dream Within a Dream        | Ein Traum in einem Traum      |
| 1849           | For Annie                     | Für Annie                     |
| 1849           | Eldorado                      | El Dorado                     |
| 1849           | To My Mother                  | An meine Mutter               |
| 1849           | Annabel Lee                   | Annabel Lee                   |

1. ↑  1841 auch als Motto der Erzählung The Island of the Fay veröffentlicht.
2. ↑  1831 auch als Teil von Introduction in Poes Gedichtband Poems veröffentlicht.
3. ↑  1831 mit stark verändertem Text unter dem Titel Fairy Land neu veröffentlicht.
4. ↑  Ursprünglich unter dem Titel Irenë veröffentlicht.
5. ↑  Ursprünglich unter dem Titel The Valley Nis veröffentlicht.
6. ↑  Ursprünglich unter dem Titel The Doomed City veröffentlicht.
7. ↑  Als Teil der Erzählung Morella veröffentlicht.
8. 1 2  Als Teil der Erzählung Epimanes, später bekannt als Four Beasts in One, veröffentlicht.
9. ↑  Ursprünglich unter dem Titel Lines Written in an Album veröffentlicht.
10. ↑  Ursprünglich unter dem Titel To Mary veröffentlicht.
11. ↑  Ursprünglich unter dem Titel Ballad veröffentlicht.
12. ↑  Auch unter den Titeln Silence, a Sonnet und Silence veröffentlicht.

## Geschichten und Erzählungen
| Jahr | Originaltitel                                      | Titel (Propyläen-Übersetzung)                                                                           | Titel (Walter-Übersetzung)                                                                               |
| ---- | -------------------------------------------------- | --- | --- |
| 1832 | Metzengerstein                                     | Metzengerstein                                                                                          | Metzengerstein                                                                                           |
| 1832 | The Duc de L’Omelette                              | Der Duc de l’Omelette                                                                                   | Der Duc de l’Omelette                                                                                    |
| 1832 | A Tale of Jerusalem                                | Eine Geschichte aus Jerusalem                                                                           | Eine Erzählung aus Jerusalem                                                                             |
| 1832 | Loss of Breath                                     | Der verlorene Atem                                                                                      | Der Atemverlust                                                                                          |
| 1832 | Bon-Bon                                            | Bon-Bon                                                                                                 | Bonbon                                                                                                   |
| 1833 | MS. Found in a Bottle                              | Das Manuskript in der Flasche                                                                           | Manuskriptfund in einer Flasche                                                                          |
| 1834 | The Assignation                                    | Das Stelldichein                                                                                        | Die Verabredung                                                                                          |
| 1835 | Berenice                                           | Berenice                                                                                                | Berenice                                                                                                 |
| 1835 | Morella                                            | Morella                                                                                                 | Morella                                                                                                  |
| 1835 | Lionizing                                          | Der Löwe                                                                                                | Einige Ereignisse aus dem Leben einer Berühmtheit oder Wie man zum Löwen des Tages wird                  |
| 1835 | The Unparalleled Adventure of One Hans Pfaall      | Das unvergleichliche Abenteuer eines gewissen Hans Pfaall                                               | Das unvergleichliche Abenteuer eines gewissen Hans Pfaall                                                |
| 1835 | King Pest                                          | König Pest                                                                                              | König Pest – Eine nicht unallegorische Geschichte                                                        |
| 1835 | Shadow – A Parable                                 | Schatten                                                                                                | Schatten – Eine Parabel                                                                                  |
| 1836 | Four Beasts in One – The Homo-Cameleopard          | Vier Tiere in einem                                                                                     | Vier Tiere in Einem                                                                                      |
| 1837 | Mystification                                      | | Eine Mystifikation                                                                                       |
| 1837 | Silence – A Fable                                  | Schweigen                                                                                               | Siope – Eine Fabel                                                                                       |
| 1838 | Ligeia                                             | Ligeia                                                                                                  | Ligeia                                                                                                   |
| 1838 | How to Write a Blackwood Article                   | Wie man einen Blackwoodartikel schreibt                                                                 | Wie man einen Blackwood-Artikel schreibt                                                                 |
| 1838 | A Predicament                                      | Ein furchtbares Erlebnis                                                                                | In schlimmer Klemme – die Sense der Zeit                                                                 |
| 1839 | The Devil in the Belfry                            | Der Teufel im Glockenstuhl                                                                              | Der Teufel im Glockenturm                                                                                |
| 1839 | The Man That Was Used Up                           | Der Mann, der aufgerieben worden war                                                                    | Ein verbrauchter Mann                                                                                    |
| 1839 | The Fall of the House of Usher                     | Der Untergang des Hauses Usher                                                                          | Der Fall des Hauses Ascher                                                                               |
| 1839 | William Wilson                                     | William Wilson                                                                                          | William Wilson                                                                                           |
| 1839 | The Conversation of Eiros and Charmion             | Das Gespräch zwischen Eiros und Charmion                                                                | Die Unterredung zwischen Eiros und Charmion                                                              |
| 1840 | Why the Little Frenchman Wears His Hand in a Sling | Warum der kleine Franzose die Hand in der Schlinge trägt                                                | Warum der kleine Franzose die Hand in der Schlinge trägt                                                 |
| 1840 | The Business Man                                   | Der Geschäftsmann                                                                                       | Der Geschäftsmann                                                                                        |
| 1840 | The Man of the Crowd                               | Der Mann der Menge                                                                                      | Der Massenmensch                                                                                         |
| 1841 | The Murders in the Rue Morgue                      | Der Doppelmord in der Rue Morgue                                                                        | Die Morde in der Rue Morgue                                                                              |
| 1841 | A Descent into the Maelström                       | Hinab in den Maelström                                                                                  | Ein Sturz in den Malstrom                                                                                |
| 1841 | The Island of the Fay                              | Die Insel der Fee                                                                                       | Das Eiland und die Fee                                                                                   |
| 1841 | The Colloquy of Monos and Una                      | Das Zwiegespräch zwischen Monos und Una                                                                 | Das Gespräch zwischen Monos und Una                                                                      |
| 1841 | Never Bet the Devil Your Head                      | Verwette niemals dem Teufel deinen Kopf                                                                 | Wer kann sich retten vor des Teufels Wetten – Eine Geschichte mit Moral                                  |
| 1841 | Eleonora                                           | Eleonora                                                                                                | Eleonora                                                                                                 |
| 1841 | Three Sundays in a Week                            | Drei Sonntage in einer Woche                                                                            | Drei Sonntage in einer Woche                                                                             |
| 1842 | The Oval Portrait                                  | Das ovale Porträt                                                                                       | Das ovale Porträt                                                                                        |
| 1842 | The Masque of the Red Death                        | Die Maske des roten Todes                                                                               | Die Maske des Roten Todes                                                                                |
| 1842 | The Landscape Garden                               | | |
| 1842 | The Mystery of Marie Rogêt                         | Das Geheimnis der Marie Rogêt                                                                           | Das Geheimnis um Marie Rogêt                                                                             |
| 1842 | The Pit and the Pendulum                           | Wassergrube und Pendel                                                                                  | Grube und Pendel                                                                                         |
| 1843 | The Tell-Tale Heart                                | Das schwatzende Herz                                                                                    | Das verräterische Herz                                                                                   |
| 1843 | The Gold-Bug                                       | Der Goldkäfer                                                                                           | Der Goldkäfer                                                                                            |
| 1843 | The Black Cat                                      | Die schwarze Katze                                                                                      | Der schwarze Kater                                                                                       |
| 1843 | Diddling Considered as One of the Exact Sciences   | Über den Schwindel als Wissenschaft                                                                     | Diddeln oder Das Schwindeln als eine der exakten Wissenschaften betrachtet                               |
| 1844 | The Spectacles                                     | Die Brille                                                                                              | Die Brille                                                                                               |
| 1844 | A Tale of the Ragged Mountains                     | Eine Erzählung aus den Ragged Mountains                                                                 | Eine Geschichte aus den Rauhen Bergen                                                                    |
| 1844 | The Premature Burial                               | Lebendig begraben                                                                                       | Das vorzeitige Begräbnis                                                                                 |
| 1844 | Mesmeric Revelation                                | Eine mesmeristische Offenbarung                                                                         | Mesmerische Offenbarung                                                                                  |
| 1844 | The Oblong Box                                     | Die längliche Kiste                                                                                     | Die längliche Kiste                                                                                      |
| 1844 | The Angel of the Odd                               | Der Engel des Sonderbaren                                                                               | Der Engel des Sonderbaren – Eine Extravaganz                                                             |
| 1844 | Thou Art the Man                                   | „Du bist der Mann“                                                                                      | Du bist der Mann!                                                                                        |
| 1844 | The Literary Life of Thingum Bob, Esq.             | Des wohlachtbaren Herrn Thingum Bob, früheren Herausgebers der „Blechschmiede“, literarischer Werdegang | Das litterarische Leben des Herrn Thingum Bob, Hochwohlgeboren, frühern Herausgebers des Grunzerumfummel |
| 1844 | The Purloined Letter                               | Der entwendete Brief                                                                                    | Der stibitzte Brief                                                                                      |
| 1845 | The Thousand-and-Second Tale of Scheherazade       | Die 1002. Nacht der Scheherazade                                                                        | Die tausendzweite Erzählung der Schehrezad                                                               |
| 1845 | Some Words with a Mummy                            | Unterredung mit einer Mumie                                                                             | Disput mit einer Mumie                                                                                   |
| 1845 | The Power of Words                                 | Die Schöpferkraft der Worte                                                                             | Die Macht der Worte                                                                                      |
| 1845 | The Imp of the Perverse                            | Der Teufel der Verkehrtheit                                                                             | Der Alp der Perversheit                                                                                  |
| 1845 | The System of Doctor Tarr and Professor Fether     | Das System des Dr. Teer und Prof. Feder                                                                 | Die Methode Dr. Thaer & Prof. Fedders                                                                    |
| 1845 | The Facts in the Case of M. Valdemar               | Die Tatsachen im Falle Waldemar                                                                         | Die Tatsachen im Falle Valdemar                                                                          |
| 1846 | The Sphinx                                         | Die Sphinx                                                                                              | Die Sphinx                                                                                               |
| 1846 | The Cask of Amontillado                            | Das Fass Amontillado                                                                                    | Das Gebinde Amontillado                                                                                  |
| 1847 | The Domain of Arnheim                              | Der Herrschaftssitz Arnheim                                                                             | Der Park von Arnheim                                                                                     |
| 1849 | Mellonta Tauta                                     | Mellonta Tauta                                                                                          | Mellonta Tauta                                                                                           |
| 1849 | Hop-Frog                                           | Hopp-Frosch                                                                                             | Hopp-Frosch                                                                                              |
| 1849 | Von Kempelen and His Discovery                     | Von Kempelen und seine Entdeckung                                                                       | Von Kempelens Erfindung                                                                                  |
| 1849 | X-ing a Paragrab                                   | Der ver-x-te Artikel                                                                                    | Der Je-x-te Ardikkel                                                                                     |
| 1849 | Landor’s Cottage                                   | Landors Landhaus                                                                                        | Landschaft mit Haus                                                                                      |

## Andere Werke
| Jahr | Originaltitel                                   | Titel (Propyläen-Übersetzung)                     | Titel (Walter-Übersetzung)                                |
| ---- | ----------------------------------------------- | ------------------------------------------------- | --------------------------------------------------------- |
| 1835 | Politian                                        | Politian. Szenen aus einem unvollendeten Drama    | Politian                                                  |
| 1836 | Maelzel’s Chess Player                          |                                                   | Maelzel’s Schach-Spieler                                  |
| 1838 | The Narrative of Arthur Gordon Pym of Nantucket | Die denkwürdigen Erlebnisse des Arthur Gordon Pym | Umständlicher Bericht des Arthur Gordon Pym von Nantucket |
| 1839 | The Conchologist’s First Book                   |                                                   |                                                           |
| 1840 | The Daguerreotype                               |                                                   |                                                           |
| 1840 | The Philosophy of Furniture                     |                                                   | Die Philosophie der Einrichtung                           |
| 1840 | The Journal of Julius Rodman                    | Das Tagebuch des Julius Rodman                    | Das Tagebuch des Julius Rodman                            |
| 1841 | A Few Words on Secret Writing                   |                                                   | Einige Bemerkungen über Geheimschriften                   |
| 1843 | The Rationale of Verse                          |                                                   | Die Logik des Verses                                      |
| 1844 | Morning on the Wissahiccon                      |                                                   | Der Elch                                                  |
| 1844 | The Balloon-Hoax                                | Der Lügenballon                                   | Der Ballon-Jux                                            |
| 1845 | Old English Poetry                              |                                                   |                                                           |
| 1846 | The Philosophy of Composition                   | Die Philosophie der Komposition                   | Die Methode der Komposition                               |
| 1846 | The Poetic Principle                            |                                                   | Das poetische Prinzip                                     |
| 1848 | Eureka                                          | Heureka                                           | Heureka                                                   |
| 1849 | The Light-House                                 |                                                   |                                                           |

## Werkausgaben

### Englisch
- The Complete Works of the Edgar Allan Poe, Hrsg. von James Albert Harrison. Thomas Y. Crowell Co., New York 1902:

1. Volume I: Biography
2. Volume II–VII: Tales
3. Volume VII: Poems
4. Volume VIII–XIII: Criticism
5. Volume XIV: Essays and Miscellanies
6. Volume XV: Literati and Autography
7. Volume XVI: Marginalia and Eureka
8. Volume XVII: Letters

- The Collected Works of Edgar Allan Poe, Hrsg. von Thomas Ollive Mabbott.

1. Volume I: Poems. Belknap Press of Harvard University Press, Cambridge (MA) 1967, ISBN 0-674-13935-6.
2. Volume II: Tales and Sketches, 1831–1842. Belknap Press of Harvard University Press, Cambridge (MA) 1978, ISBN 0-674-13936-4.
3. Volume III: Tales and Sketches, 1843–1849. Belknap Press of Harvard University Press, Cambridge (MA) 1978.

- The Collected Writings of Edgar Allan Poe, Hrsg. von Burton Ralph Pollin. Fortsetzung der Mabbott-Ausgabe.

1. Volume I: The Imaginary Voyages. Twayne Publishers, Boston 1981, ISBN 0-8057-8534-5.
2. Volume II: The Brevities. Gordian Press, New York 1985, ISBN 0-87752-229-4.
3. Volume III: Writings in The Broadway Journal: Nonfictional Prose – Part I: Text. Gordian Press, New York 1986, ISBN 0-87752-233-2.
4. Volume IV: Writings in The Broadway Journal: Nonfictional Prose – Part II: Annotations. Gordian Press, New York 1986, ISBN 0-87752-234-0.
5. Volume V: Writings in The Southern Literary Messenger: Nonfictional Prose. Gordian Press, New York 1997, ISBN 0-87752-242-1.

- The Complete Works of Edgar Allan Poe (two volumes) der Library of America:

1. Edgar Allan Poe: Poetry & Tales. Hrsg.: Patrick Francis Quinn. Library of America, New York 1984, ISBN 0-940450-18-6.
2. Edgar Allan Poe: Essays & Reviews. Hrsg.: G. R. Thompson. Library of America, New York 1984, ISBN 0-940450-19-4.

### Deutsch
- Edgar Allan Poe: Werke. Hrsg. von Theodor Etzel. Deutsch von Gisela Etzel, u. a. Propyläen-Verlag, Berlin 1922.

1. Band 1: Gedichte
2. Band 2: Geschichten von Schönheit, Liebe und Wiederkunft
3. Band 3: Verbrecher-Geschichten
4. Band 4: Die Abenteurer Pym und Rodman
5. Band 5: Phantastische Fahrten
6. Band 6: Scherz- und Spottgeschichten

- Edgar Allan Poe: Werke. Hrsg. von Kuno Schuhmann u. Hans Dieter Müller. Deutsch von Arno Schmidt, Hans Wollschläger u. a.

1. Band I: Erste Erzählungen, Grotesken, Arabesken, Detektivgeschichten. Walter-Verlag Olten und Freiburg i. Br. 1966.
2. Band II: Phantastische Fahrten, Faszination des Grauens, Kosmos und Eschatologie. Walter-Verlag Olten und Freiburg i. Br. 1967.
3. Band III: Rezensionen, Briefe. Walter-Verlag Olten und Freiburg i. Br. 1973.
4. Band IV: Gedichte, Drama, Essays, Marginalien. Walter-Verlag Olten und Freiburg i. Br. 1973.